# Saison 5 de La Petite Maison dans la prairie
Chronologie
Saison 4 Saison 6
Cet article présente la 5e saison de la série télévisée La Petite Maison dans la prairie (Little House on the Prairie).

## Origine de l'histoire
La série s'appuie sur les souvenirs d'enfance de Laura Ingalls Wilder, une femme de lettre américaine née au sein d'une famille de pionniers américains à la fin du XIXe siècle,.

## Acteurs principaux
Sont crédités comme acteurs principaux ceux qui sont inscrits au générique
- Michael Landon : Charles Philip Ingalls[3]
- Karen Grassle : Caroline Quiner Holbrook Ingalls[4]
- Melissa Gilbert : Laura Elizabeth Ingalls[4]
- Melissa Sue Anderson : Mary Amelia Ingalls[4]
- Lindsay et Sidney Greenbush : Carrie Ingalls[5]
- Karl Swenson : Lars Hanson
- Richard Bull : Nels Oleson[4]
- Katherine MacGregor : Harriet Oleson[1]
- Kevin Hagen : Docteur Hiram Baker
- Dabbs Greer : Révérend Robert Alden
- Charlotte Stewart : Mademoiselle Eve Beadle

## Fiche technique
Diffusion TV en 1978

## Épisodes

### Épisode 2:Serrons les coudes(partie 2)
- Mary enseigne à ses élèves la composition du tableau La Cène de Léonard de Vinci. Elle leur demande comment s'appellent les 12 apôtres qui entourent Jésus et un élève répond Paul. Étrangement, Mary lui donne raison alors qu'il s'agit d'une grossière erreur, Paul n'ayant jamais fait partie des Douze. C'est une erreur de traduction en français. En anglais c'est le nom de Simon qui est mentionné et il fait bien partie des 12 apôtres.
- Première rencontre entre Charles Ingalls et Albert Quinn.
- Adam et Mary font allusion à leur futur mariage, sans pour autant qu'une demande officielle ne soit encore formulée.

### Épisode 5:Le Retour(partie 1)
Malgré leurs efforts, Charles Ingalls et Jonathan Garvey ont toutes les peines du monde à s'adapter à Winoka, et à leur patron, éternellement insatisfait. Après un terrible incident, les deux hommes décident de retourner à Walnut Grove avec leurs petites familles

### Épisode 6:Le Retour(partie 2)
Les Ingalls ont bien du mal à faire revivre leur petit village et Lars Hanson, faible, se laisse mourir comme ce village qu'il a fondé. Ingalls et Garvey arrivent à motiver les quelques habitants qui sont encore là, ensemble ils nettoient et réparent les bâtiments.

### Épisode 7:Fagin
- Albert baptise le veau Fagin en référence au personnage du roman Oliver Twist de Charles Dickens. Cette allusion littéraire est d'ailleurs relevée par Laura.

### Épisode 8:Le Journal
Un nouveau journal fait son apparition à Walnut Grove. Mme Oleson, à la demande de son éditeur, y est engagée pour rédiger une chronique… de ragots qui provoquent des dégâts.

### Épisode 9:Le Mariage
Mary Ingalls accepte avec plaisir la proposition de mariage de Adam Kendall, avant de se raviser : elle redoute son avenir avec Adam et surtout son incapacité de surveiller ses futurs enfants à l’avenir, en raison de son handicap.

### Épisode 12:Le Voyage(partie 1)
- En parlant des Noirs, les Oleson citent les premiers vers du Cantique des cantiques (appelé le Chant de Salomon dans la série) à propos duquel ils n'ont pas la même approche (Mme Oleson : « Ne me regardez pas parce que je suis noire » ; M. Oleson : « Je suis noire, mais je suis magnifique »).
- Dernière apparition de M. Standish dans la série.

### Épisode 13:Le Voyage(partie 2)
Charles Ingalls accompagne 25 enfants aveugles à travers les bois jusqu'à leur nouvelle école de Walnut Grove. À cette occasion, il va faire une découverte surprenante à propos de son gendre…

### Épisode 14:Le Téléphone
- C'est la seule fois où Sidney Greenbush et Rachel Lindsay Greenbush apparaissent à l'écran en même temps, comme des personnages différents. Normalement, les jumelles identiques partageaient le rôle de Carrie Ingalls, mais ici, elles partageaient aussi le rôle d'Alyssa.

### Épisode 16:Le Mensonge
Le jeune Jordan Harrison est bouleversé par l'annonce que ses parents ont l'intention de divorcer. Après un accident, il fait croire qu'il est devenu aveugle afin de les garder auprès de lui…

### Épisode 17:Le Bal
Toby No, l'ami que les Ingalls se sont faits à Winnokah, est invité par Charles pour rester un peu chez eux. Il devient le joueur de l'orgue de l'église, et s'éprend de Mme Cooper, une vieille femme acariâtre qu'il va tenter de séduire…

### Épisode 18:L'Héritier
Quand Mary Ingalls apprend qu'elle est enceinte, elle tente de réconcilier son mari et le père de celui-ci. M. Kendal-père avait rejeté son fils quand ce dernier était devenu aveugle à la suite de son accident. Elle l'invite à venir à Walnut Grove.
M. Kendal-père arrive donc à Walnut Grove. Peu de temps après, il propose à Mary et à son fils de venir vivre à New York pour y exercer ultérieurement la profession d'avocat.
Quelques jours après, Mary fait une fausse couche. « L'Héritier » tant attendu étant mort, M. Kendal-père retire sa proposition faite au couple de venir vivre à New York.

### Épisode 19:Le Monstre du lac
Quand Mme Oleson décide d'acquérir une résidence d'été, elle paie les impôts de la maison de Kezia, dans les bois, en prend possession et force la vieille femme à devenir sa servante et faire la cuisine et les corvées.
Albert Ingalls, Laura Ingalls et Andy Garvey imaginent un plan pour faire déguerpir les Oleson : faire croire que le lac contient un monstre en ses eaux. La vieille Kezia est mise dans la confidence et fait donc croire à Mme Oleson et aux enfants Oleson qu'un monstre surgit du lac à chaque pleine lune. Mme Oleson ne croyant pas à la fable qui lui est servie, Albert propose d'aller plus loin : confectionner un (faux) monstre et infliger une peur inoubliable à Mme Oleson.
Avec l'aide bienveillante de M. Oleson, qui était contre l'idée de son épouse d'avoir une résidence d'été et qui comprend vite le plan d'Andy, Laura et Albert, les trois enfants confectionnent un faux monstre. Quelques jours après, ils profitent de la pleine lune pour effrayer Mme Oleson. Celle-ci décide de quitter la maison.

### Épisode 20:L'Incendiaire
- L'épisode traite de plusieurs thèmes, comme la crise économique et le racisme.
- L'école est transformée en salle d'audience le temps d'un procès, et la glacière en prison.
- Le juge apprend à Larrabee que depuis « tout récemment », on ne peut interdire à un Noir d'être juré à un procès, faisant ainsi allusion à la loi sur les droits civils de 1875.
- L'épisode laisse planer un doute sur l'origine de l'incendie : accidentelle (par Andy Garvey) ou criminelle (par Judd Larrabee).

### Épisode 21:Espoir
Mary annonce soudain qu'elle peut distinguer une petite luminosité dans le noir. L'espoir renaît chez les Ingalls. La cécité de Mary ne serait-elle pas irréversible ?

### Épisode 22:Un beau gâchis
Charles Ingalls quitte Walnut Grove pour aller en ville et acheter des chevaux. Il a rendez-vous avec Brett Harper, un riche fermier, odieux et un peu trop tourné vers l'alcool et les filles. Charles Ingalls, logé chez M. Harper, fait connaissance de Mme Harper et de ses deux enfants. Il s'aperçoit que ceux-ci sont délaissés et semblent être en mal d'affection…

### Épisode 23:Question de vie ou de mort
À la suite d'une ingestion de mouton malade, les habitants de Walnut Grove sont atteints par une infection mortelle…